# Kopalnia Węgla Kamiennego Saturn
Das Steinkohlenbergwerk Saturn (poln. Kopalnia Węgla Kamiennego Saturn) ist ein stillgelegtes Steinkohlenbergwerk in Czeladź, Polen.

## Geschichte
Der Bergbau in der Gemeinde Czeladź begann 1838 mit der Suche nach Steinkohle auf dem Gut Milowice im Süden des Ortes und es erfolgte die Errichtung des Bergwerks Victor. Kurze Zeit später kamen die Bergwerke Saturn und Czeladź hinzu. Von 1973 bis 1990 waren sie unter dem Namen Czerwona Gwardia zusammengefasst.

### KWK Saturn
Die Suche nach Kohle im Südwesten von Czeladź (Lage) erfolgte ab 1872 durch den Industriellen und Anwalt Louis Kozlowski; er wurde in einer Teufe von 122 Metern fündig. Schon zwei Jahre später verkaufte er seine Besitzungen an den Fürsten Christian Kraft zu Hohenlohe-Öhringen. Im Jahr 1887 gründete dieser die Zeche durch das Abteufen eines 150 m tiefen Schachtes, der mit einer Dampfmaschine ausgerüstet war und zunächst der Wasserhaltung diente. Die Förderung erreichte rasch 400.000 Tonnen.

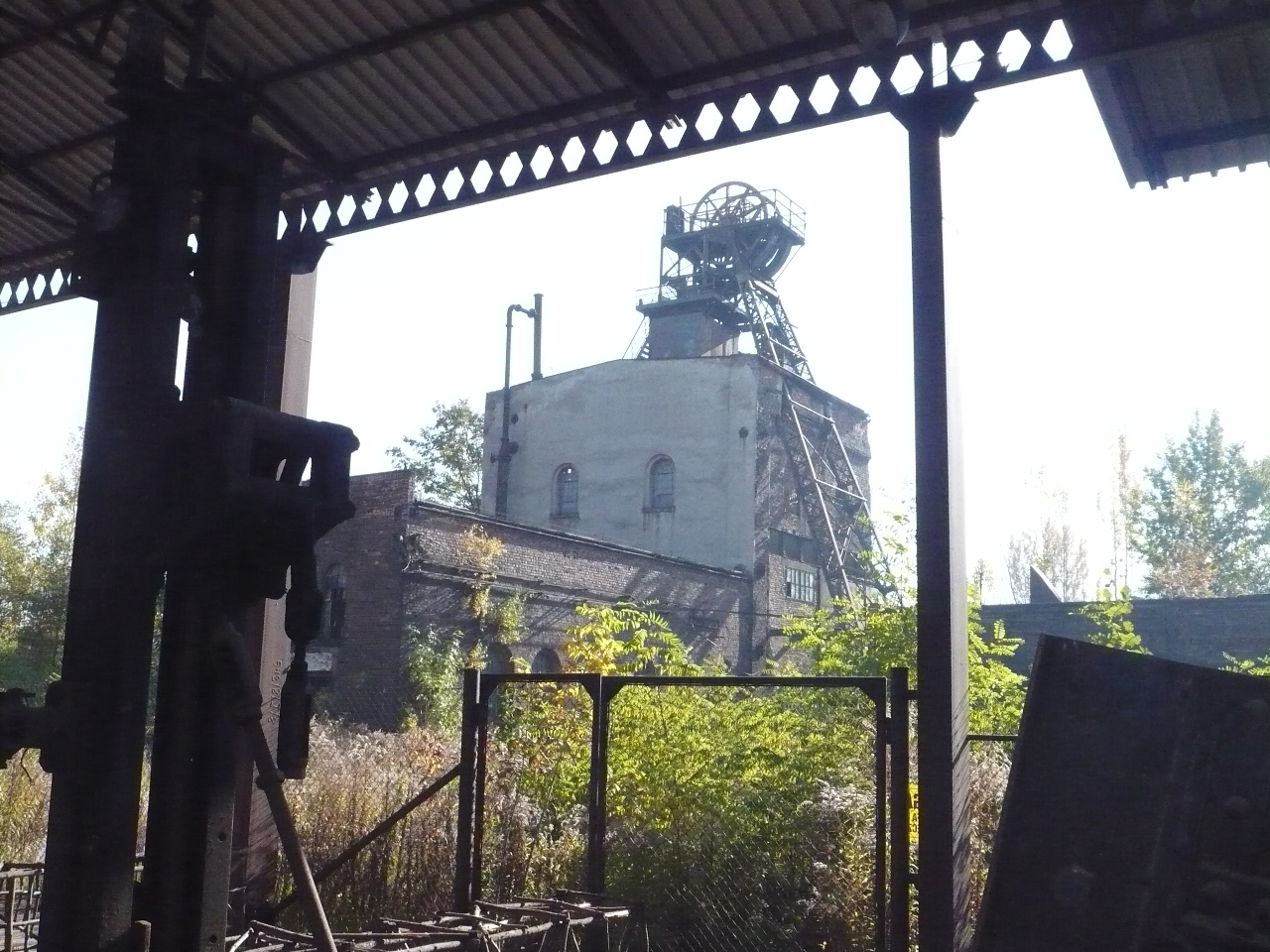
Malakowturm mit eingezogenem Fördergerüst

Am 1. April 1899 verkaufte der Fürst das Bergwerk an die „Gewerkschaft Saturn“ (Towarzystwo Saturn; ihr gehörten auch die Zechen Jupiter und Mars), die von Textilindustriellen aus Łódź gegründet worden war. Sie wollten sich damit eine eigene Energiebasis für ihre Textilproduktion schaffen. Der erste Direktor des Unternehmens war Jerôme Kondratowicz, der die Zeche 12 Jahre leitete. Ein zweiter Schacht (Schacht I genannt) wurde abgeteuft und 1904 Schacht II auf 188 m tiefer geteuft. Beide Schächte trugen auch die Namen „Jerôme“ und „Alexander“.
Um 1910 wurden die Förderung auf den Schächten I und II elektrifiziert, in den 1930er Jahren die 320-m-Sohle aufgefahren. Im Jahr 1939 erreichte Schacht II eine Kapazität von 4,2 Tonnen, so dass man eine neue Kohleaufbereitung errichten konnte.
Während zahlreiche andere Zechen im nordöstlichen Bereich des oberschlesischen Bergbaugebietes schon direkt nach der Besetzung durch Nazi-Deutschland von der Preussag in Beschlag genommen worden waren, zog sich diejenige für die Übernahme von Saturn, Czeladź, Jupiter/Jowisz und Mars bis Ende 1942 hin, weil die französischen Aktionäre dieser Widerstände entgegensetzten. Der Kaufpreis aller vier Gruben betrug zusammen 54,5 Mio. RM.
Nach dem Zweiten Weltkrieg verstaatlicht, wurde 1950 Saturn in Czerwona Gwardia umbenannt und am 1. Januar 1973 mit den beiden Bergwerken Czeladź und Milowice vereinigt. 1990 bekam es seinen alten Namen Saturn zurück. Zwei Jahre später wurde der Beschluss gefasst, das Verbundbergwerk stillzulegen. Die letzte Förderung erfolgte am 31. Dezember 1995.

### Bergwerk Victor

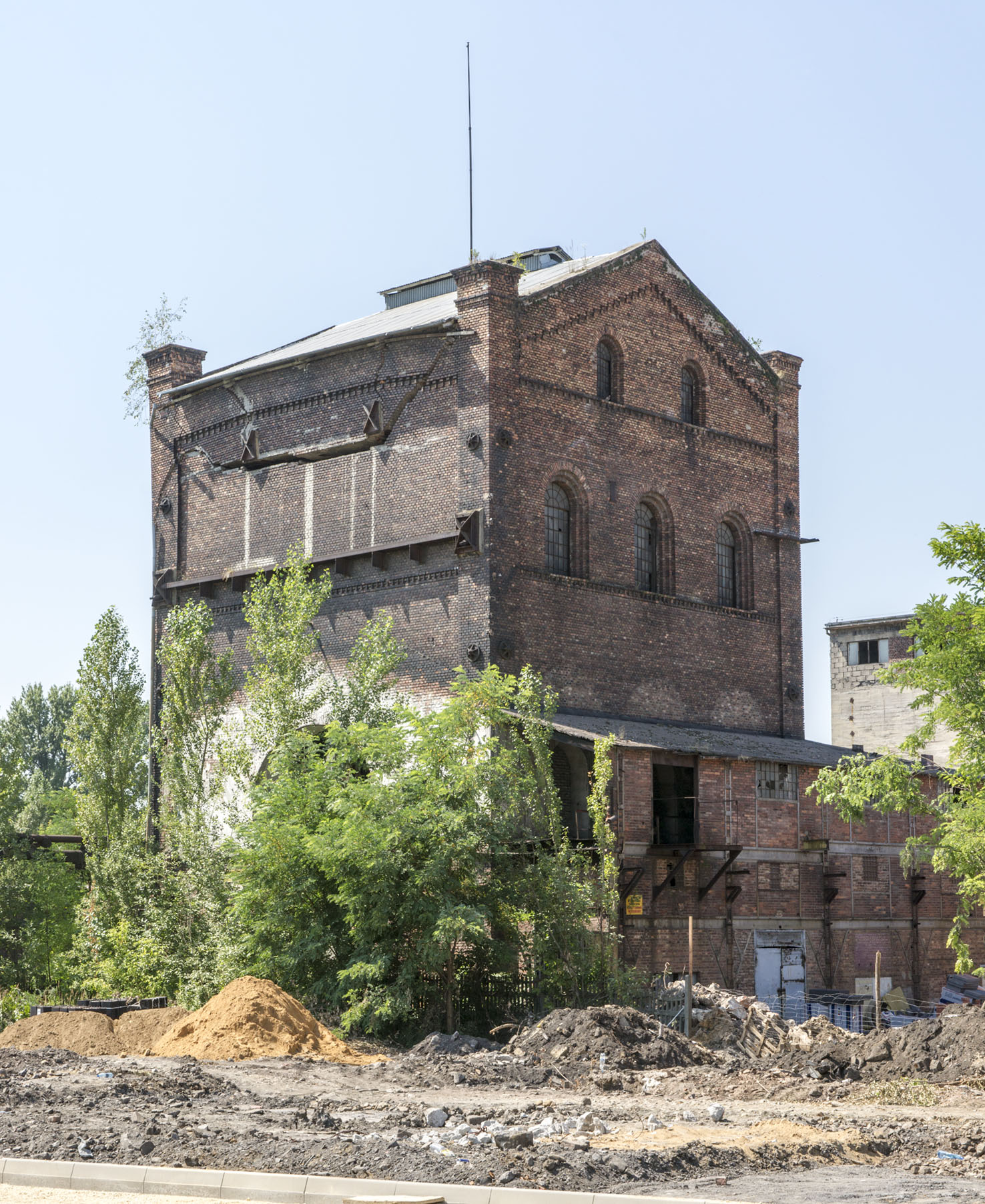
Malakowturm auf Saturn

1835 erbte Ignatius Bleszynski das Gut Milowice, verkaufte es aber bereits drei Jahre später an Jan Kubiczek, der auf dem Gelände des Gutes ein Bergwerk (Lage) und eine Zinkhütte errichtete, beides aber an die Krakauer Händler Joachim Grünberg und Joseph Rosenthal vermietete. Die Krise in den 1830er Jahren verursachte die vorübergehende Schließung der Zeche; jedoch startete sie erneut 1841 nach einem Besitzerwechsel.
Im Jahr 1855 wurde mit „Anna“ ein 58 m tiefer Schacht abgeteuft und ein Jahr später mit einer Dampffördermaschine versehen, so dass die Förderung rasch von 13.600 Tonnen (1864) auf 24.800 Tonnen (1868) und 41.600 Tonnen (1870) gesteigert werden konnte. 1874 förderten 283 Beschäftigte bereits 71.000 t Kohlen. Ermöglicht wurde diese Produktionssteigerung durch Kapitalinvestitionen Breslauer Industrieller und die Nachfrage der Zinkhütte „Alexander“, die im Jahr 1890 190.000 Tonnen Zink produzierte.
Im Jahr 1880 begann man mit der Errichtung von Schacht „Kaiser Alexander“, der nach ein paar Jahren eine Teufe von 158 m erreichte. Im Jahre 1895 wurde sie an die „Gesellschaft für Bergbau und Metallurgie Sosnowiec“ (Towarzystwo Kopalń i Zakładów Hutniczych Sosnowieckich) verkauft, der auch die Schachtanlagen Klimontów, Niwka-Modrzejów und Mortimer gehörten.
Im Jahre 1898 wurde in etwa 200 m Entfernung von Schacht „Anna“ ein neuer Schacht „Renault“, später „Victor“ genannt, niedergebracht. Zu dieser Zeit verfügte die Zentralanlage über die Schächte „Wilhelm“, „Anna“, „Bernau“ und „Kaiser Alexander“, wobei „Anna“ für den Spülversatz mit Sand genutzt wurde. In den 1890er Jahren erhielt das Bergwerk den Namen Milowice.

### KWK Milowice
Das Bergwerk, das sich am Ende des Ersten Weltkriegs in sehr schlechtem Zustand befand, wurde durch seine Besitzer zügig modernisiert und konnte ab 1926 durch die Verbindung mit dem Kraftwerk „Modrzejów“ weitgehend elektrisch betrieben werden. Beide Schritte ermöglichten eine Produktionssteigerung auf 572.000 t.
Wie in anderen Teilen Ostoberschlesiens auch, führten sowohl die Teilung Oberschlesiens 1922 als auch die wenig später einsetzende Weltwirtschaftskrise zu einem erheblichen Produktionsrückgang. Das Bergwerk musste jedoch nicht schließen, sondern konnte mit 1355 Beschäftigten weiterarbeiten.
Während der Zeit der deutschen Besatzung im Zweiten Weltkrieg wurden alle Bergwerke der Towarzystwo Kopalń i Zakładów Hutniczych Sosnowieckich unter die Verwaltung der Abteilung Dombrowagruben der Preussag gestellt, bevor mit dem Kriegsende eine völlige Umstrukturierung der Besitzverhältnisse und Grubenverwaltungen begann.
In den Jahren von 1949 bis 1954 wurde Schacht „Anna“ auf 230 m tiefer geteuft und die Kohle zu Kraftstoff hydriert. In den Jahren von 1957 bis 1959 wurde ein weiterer Schacht abgeteuft: „Pogoń“, der als Wetterschacht diente und als Spülschacht (das ist ein Schacht zum Einbringen des Versatzgutes im Spülverfahren).
1973 erfolgte der Verbund mit Czeladź zum KWK Czeladź-Milowice, 1976 erfolgte die Fusion mit Czerwona Gwardia.

### KWK Czeladź
Die ersten erfolglosen Versuche, im Bereich von Czeladź-Piaski Kohle zu gewinnen, stammen aus dem Jahr 1860. Entscheidend für die Vergeblichkeit waren starke Wasserzuflüsse und eine zu knappe Kapitaldecke der Bergwerksgesellschaft. Erst als sich Michael Gutmann mit seiner Familie und der Kaufmann Ernst Kramer zusammentaten und die bisherigen Eigentümer ausbezahlten, gelang es 1867, in Piaski (Lage) einen Schacht mit dem Namen „Ernst“ abzuteufen; außerdem brachte man für die Wasserhaltung einen zweiten Schacht mit dem Namen „Michael“ nieder. Daher wurde die Zeche zunächst als Ernst-Michael oder Piaski bezeichnet.
1879 wurde die Schachtanlage von französischen Investoren (Société Anonyme des Mines de Czeladź) gekauft und in Czeladź umbenannt. Diese Gruppe teufte die Schächte „Julian“, „Abraham“ und „Milowicki“ ab und änderte den Namen von „Ernst“ in „Piotr“ sowie von „Michael“ in „Paweł“ um.
Dieser Besitzerwechsel führte im Jahr 1882 zu einer Modernisierung der Zeche – die hölzernen Fördergerüste wurden durch Malakowtürme ersetzt und die Förder- und Wasserhaltungsmaschinen auf Dampfbetrieb umgestellt. Daneben errichteten die Franzosen zwischen 1882 und 1885 im Ortsteil Piaski zahlreiche Wohngebäude für ihre Belegschaft; sie bilden heute die alte Kolonie. Auch ein Kindergarten, ein Vereinsheim und ein Spielplatz wurden gebaut.

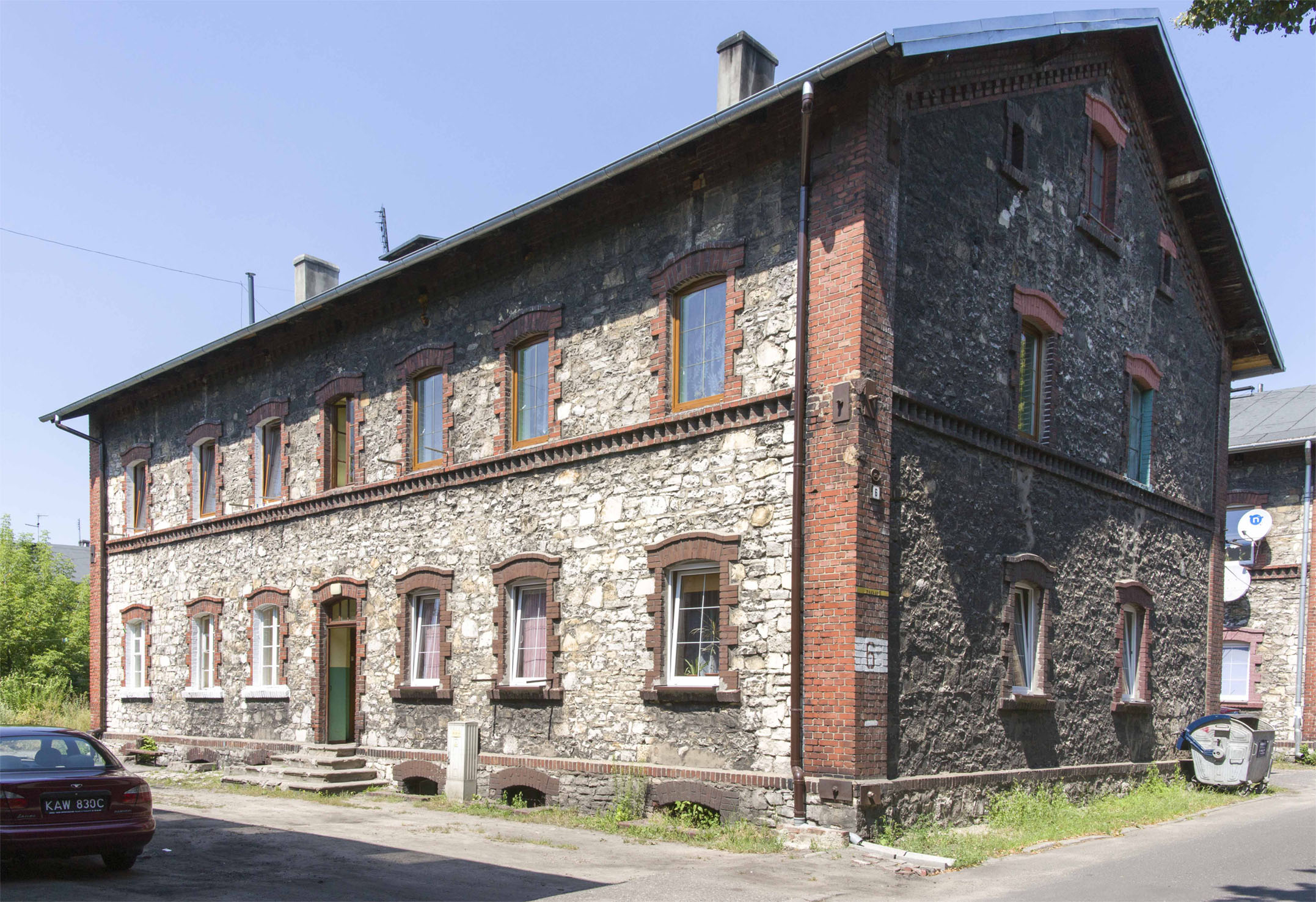
Arbeitersiedlung Czeladź-Piaksi

1924 wurde Schacht „Abraham“ bis auf eine Tiefe von 210 m abgeteuft und als neuer Schacht „Kondratowicz“ niedergebracht. Im gleichen Jahr kam es zu Arbeiterunruhen, in deren Verlauf vier Arbeiter durch Polizeikugeln getötet wurden.
Während der Besatzungszeit im Zweiten Weltkrieg gehörte auch dieses Bergwerk zu den Gruben Ostoberschlesiens, die von der Preussag betrieben und ausgebeutet wurden.
1945 wurde die Zeche verstaatlicht und im Rahmen von Umstrukturierungsmaßnahmen wurde Schacht „Kondratowicz“ an Saturn abgegeben und im Gegenzug Cornelius übernommen.

### KWK Czerwona Gwardia
Das Verbundbergwerk aus Saturn, Victor/Milowice und Czeladź mit dem eingedeutschten Namen Rote Garde bestand aus drei Betriebsstätten, Abteilung I (ehemaliges Bergwerk Saturn; 1,97 km²), Abteilung II (Milowice) und Abteilung III (Czeladź).
- Abteilung I:

1. Förderschacht Schacht I mit 364 m Tiefe: Nördliche Förderung Skip mit 12 t, südliche Förderung Gestellförderung auf zwei Ebenen
2. Schacht II (347 m tief): Seilfahrt und Materialtransport,
3. Kondratowicz (248 m tief): Verfüllung und Materialtransport
4. Jerôme: Wetterschacht 146 m
5. Wojciech: Wetterschacht 123 m

- Abteilung II:

1. Anna (231 m): Förderschacht und Seilfahrt
2. Alexander (248 m): Materialtransport und Seilfahrt; Abbau von Bentonit
3. Victor (205 m): Seilfahrt und Materialtransport
4. Loboda (177 m): Materialschacht
5. Pogón M (173 m): Berge- und Materialtransport
6. Schacht IV (138 m): Wetterschacht
7. Schächte V (130 m) und VI (65 m): Wetter- und Spülschächte

- Abteilung III:

1. Paul (244 m): Förderschacht, Material- und Seilfahrt
2. Peter (214 m): , Materialschacht
3. C (197 m): Hinterfüllung, Materialtransport und Bewetterung
4. Julian (174 m) Seilfahrt, Materialtransport und Hinterfüllung
5. Schacht 2/Abraham (213 m): Wetterschacht
6. Andrew: Blindschacht zwischen den Sohlen 210 und 290
7. Cornelius und Schacht 3: 1966 verfüllt

1992 erfolgte die Entscheidung des Ministeriums für Industrie und Handel, das KWK Saturn mit Wirkung vom 1. Januar 1993 zu liquidieren. Der letzte Kohlenwagen wurde am 31. Dezember 1996 zu Tage gehoben, die endgültige Schließung am 19. September 2003.

## Gegenwart
Einige der Gebäude auf dem Gelände von Saturn sind von historischer Bedeutung, u. a. die Fördergerüste über den Schächten I und II. Beim Fördergerüst über Schacht I handelt es sich um einen Malakowturm, in den ein Strebengerüst eingezogen wurde, bei Schacht II ist der Turm ohne Einbauten erhalten geblieben. Die Fördermaschinen – sowohl Dampf als auch Elektro – wurden konserviert und liegen auf dem derzeit (2013) im Umbau befindlichen Bergwerksgelände. Das ehemalige Kraftwerksgebäude beherbergt die Galerie für zeitgenössische Kunst „Elektrowina“, während im Haupt- und Direktionsgebäude ein Hotel mit Konferenzzentrum eingerichtet wurde. Für die Zukunft ist die Schaffung eines Museums für Technologie auf dem Zechengelände geplant, das zur Route der schlesischen Industriekultur gehören soll.

## Förderzahlen
- KWK Saturn / Czerwona Gwardia 1900: 439.523 t; 1913: 833.104 t; 1938: 483.700 t; 1970: 1,27 Mio. t; 1979: 2,88 Mio. t
- KWK Milowice 1900: 298.137 t; 1913: 633.456 t; 1938: 471.944 t; 1970: 1,33 Mio. t
- KWK Czeladź 1900: 239.851 t; 1913: 617.363 t; 1938: 689.895 t; 1970: 1,63 Mio. t
- KWK Milowice-Czeladź 1975: 2,28 Mio. t